# Ландман, Таня
Таня Ландман (англ. Tanya Landman) — британская писательница, автор книг для детей и юношества. Таня — племянница актёра Роберта Шоу. 

## Ранние годы и образование
Таня изучала английскую литературу в Ливерпульском университете, после чего работала в зоопарке, центре искусств и детском книжном магазине. С 1992 года она работает в театре Storybox в качестве артистки, администратора и писательницы.

## Карьера
Таня была поклонницей романов Пенелопы Лайвли, в которых прошлое просачивается в настоящее, что особенно заметно в «Астеркоте» и «Доме в Норхэм-Гарденс», но особенно комично в «Призраке Томаса Кемпа».
До того, как к Тане пришло вдохновение написать «Пробуждение Мерлина», она не собиралась становиться писательницей. «Приключенческие истории с капелькой волшебства и ложкой юмора» — так характеризовали её ранние работы. Однако затем Таня переключила своё внимание на криминальную литературу, написав «Понедельники — это убийства», первую из десяти «детских книг в стиле Агаты Кристи». Она пишет для широкого круга читателей, но её исторические триллеры для молодёжи, пожалуй, являются её самыми известными работами.
Потрясающая береговая линия Северного Девона послужила источником вдохновения как для исторического триллера «Ад и прилив», так и для трилогии «Флотсам и Джетсам».

## Личная жизнь
Таня родилась и выросла в Грейвзенде, графство Кент. Примерно до четырнадцати лет люди думали, что она мальчик (возможно, из-за её коротких волос и постоянно грубых коленей). В настоящее время она проживает в Норт-Девоне вместе со своим мужем Родом Бернеттом, двумя мальчиками, Айзеком и Джеком, сиамским котом и двумя лабрадорами. Она регулярно выезжает, чтобы посетить школы по всей стране и по всему миру.

## Награды
В 2015 году Таня получила медаль Карнеги CILIP за свой роман «Солдат Буффало». Она также получила премию Spur Award 2009 от Western Writers of America за свой роман «Я — апач».
Её работы также были номинированы на множество других наград: премию Booktrust Teenage Prize 2008 года за роман Apache; премию Болтона за лучшую детскую книгу 2010 года, премию Red House Children’s Book Award 2010 года за роман Mondays are Murder; и премию Guardian за лучшее детское произведение 2008 года за роман The Goldsmith's Daughter.